# Assemblée de l'État de New York
Capitole de l'État de New York, Albany
L'Assemblée de l'État de New York (en anglais : New York State Assembly) est la chambre basse de la législature d'État de New York, législature bicamérale de l'État américain de New York. Elle compte 150 membres élus pour deux ans.

## Composition
Elle est composée de 150 sièges pourvus pour deux ans au scrutin uninominal majoritaire à un tour dans autant de circonscriptions pour un nombre d'au moins 43 380 citoyens chacun.

## Siège
La législature d'État de New York siège au Capitole situé à Albany.

## Représentation
| Date                | Parti     | Parti             | Parti       | Total |
| Date                | Démocrate | Indépendance (en) | Républicain | Total |
| ------------------- | --------- | ----------------- | ----------- | ----- |
| Date                |           |                   |             | Total |
| Début de la session | 106       | 1                 | 43          | 150   |
| 30 janvier 2017     | 106       | 1                 | 42          | 149   |
| 23 mai 2017         | 107       | 1                 | 42          | 150   |
| 2 septembre 2017    | 106       | 1                 | 42          | 149   |
| 5 septembre 2017    | 105       | 1                 | 42          | 148   |
| 7 novembre 2017     | 107       | 1                 | 42          | 150   |
| 10 septembre 2021   | 105       | 1                 | 43          | 149   |